# Порт Протекшон (Аљаска)
Порт Протекшон (енгл. Port Protection) насељено је место без административног статуса у америчкој савезној држави Аљаска.

## Демографија
По попису из 2010. године број становника је 48, што је 0 (0,0%) становника више него 2000. године.
| Група             | 2000.      | 2010.      |
| Белци             | 52 (82,5%) | 34 (70,8%) |
| Афроамериканци    | 0 (0,0%)   | 0 (0,0%)   |
| Азијати           | 1 (1,6%)   | 0 (0,0%)   |
| Хиспаноамериканци | 3 (4,8%)   | 2 (4,2%)   |
| Укупно            | 63         | 48         |